# Куп европских шампиона у рагбију 1996/97.
Куп европских шампиона у рагбију 1996/97 из спонзорских разлога познат и као "Хајникен куп" 1996/97 (службени назив: 1996–97 Heineken Cup) је било 2. издање овог најелитнијег клупског рагби такмичења Старог континента. Учествовало је 20 тимова из 6 традиционално најјачих европских рагби земаља (треба напоменути да "Рагби савез Ирске" управља рагбијем и у Републици Ирској и у Северној Ирској).
После групне фазе, играла се елиминациона фаза. У финалу је у Кардифу на националном стадиону, француски Брив победио енглески рагби клуб Лестер тајгерсе и освојио титулу првака Европе, поставши тада други француски клуб после Тулуза, коме је ово пошло за руком.

## Учесници
- Дакс  Француска
- Тулуз (рагби јунион)  Француска
- Брив (рагби јунион)  Француска
- По (рагби јунион)  Француска
- Бат (рагби јунион)  Енглеска
- Харлеквинс  Енглеска
- Лестер тајгерси  Енглеска
- Воспс  Енглеска
- Манстер рагби  Република Ирска
- Ленстер рагби  Република Ирска
- Алстер рагби  Северна Ирска
- Милано рагби  Италија
- Бенетон Тревизо (рагби јунион)  Италија
- Бордер риверс  Шкотска
- Каледонија редси  Шкотска
- Единбург рагби  Шкотска
- Понтиприд РФК  Велс
- Нет РФК  Велс
- Љанели РФК  Велс
- Кардиф РФК  Велс

## Групна фаза
20 тимова било је подељено у 4 групе, 2 бода се добијало за победу, 1 бод за нерешено. Групна фаза се играла од 12. октобра до 2. новембра по једнокружном систему без реванша.
Група 1
Понтиприд - Бенетон 28-22
Бат - Единбург 55-26
Единбург - Понтиприд 10-32
Бенетон - Дакс 14-34
Понтиприд - Бат 19-6
Дакс - Единбург 69-12
Бат - Дакс 25-16
Единбург - Бенетон 23-43
Бенетон - Бат 27-50
Дакс - Понтиприд 22-18
Група 2
Љанели - Ленстер 34-17
По - Бордерс 85-28
Ленстер - Лестер 10-27
Бордерс - Љанели 24-16
Љанели - По 31-15
Лестер - Бордерс 43-3
Бордерс - Ленстер 25-34
По - Лестер 14-19
Ленстер - По 25-23
Лестер - Љанели 25-16
Група 3
Брив - Нет 34-19
Каледонија - Алстер 34-41
Алстер - Харлеквинс 15-21
Нет - Каледонија 27-18
Харлеквинс - Нет 44-22
Каледонија - Брив 30-32
Нет - Алстер 15-13
Брив - Харлеквинс 23-10
Алстер - Брив 6-17
Харлеквинс - Каледонија 56-35
Група 4
Манстер - Милано 23-5
Воспс - Кардиф 24-26
Кардиф - Манстер 48-18
Милано - Тулуз 26-44
Манстер - Воспс 49-22
Тулуз - Кардиф 36-20
Воспс - Тулуз 77-17
Кардиф - Милано 41-19
Милано - Воспс 23-33
Тулуз - Манстер 60-19

## Завршница такмичења
У завршну фазу такмичења пласирала су се три француска рагби клуба, три енглеска рагби клуба и два велшка рагби клуба. Лестер је дошао до финала тако што је савладао Харлеквинсе и Тулуз, а Брив је до финала стигао пошто је елинисао Љанели и Кардиф РФК. У финалу је Брив победио Лестер са 28-9 пред 41 664 гледалаца.
Четвртфинале
Кардиф РФК - Бат 22-19
Лестер - Харлеквинс 23-13
Дакс - Тулуз 18-26
Брив - Љанели 35-14
Полуфинале
Лестер - Тулуз 37-11
Брив - Кардиф РФК 26-13
Финале
Брив - Лестер 28-9